# Turn It On Again
Turn It On Again is een single van de Britse band Genesis uit 1980. Het is de eerste single van hun tiende studioalbum Duke.

## Achtergrondinformatie
Het nummer, waarvan de tekst is geschreven door Mike Rutherford, gaat over een man die niets anders doet dan tv kijken. Hij raakt geobsedeerd door de mensen die hij daar ziet, en beschouwt hen als vrienden. Rutherford zelf vond de tekst ietwat simpel, maar het nummer heeft een duidelijke boodschap: waarom bouwen we denkbeeldige relaties op met de mensen die we op tv zien, terwijl we onze echte vrienden en familie opzij schuiven? 
"Turn It On Again" was oorspronkelijk bedoeld als een instrumentale afsluiting van het album Duke, maar uiteindelijk besloot Genesis het uit te werken tot een heel nummer. Het derde couplet is een herhaling van het eerste couplet, volgens Tony Banks was dit slechts om "te zien wat er gebeurt".

## Hitnoteringen
De plaat werd een grote hit in het Verenigd Koninkrijk, waar het de 8e positie bereikte. In de Nederlandse Top 40 schopte het nummer het tot een bescheiden 38e positie. Opvallend was, dat het nummer in week 15 van de tipparade de Alarmschijf was, maar de week daarna zakte naar de tweede plek van de Tipparade. Pas in week 17 kwam het binnen de in de Top 40. Hoewel het nummer in Vlaanderen geen hitlijsten bereikte, werd het daar wel een radiohit.